# Anamenia agassizi
Anamenia agassizi is een Solenogastressoort uit de familie van de Strophomeniidae. De wetenschappelijke naam van de soort is voor het eerst geldig gepubliceerd in 1918 door Heath.